# Estrilda charmosyna
Estrilda charmosyna е вид птица от семейство Estrildidae.

## Разпространение
Видът е разпространен в Етиопия, Кения, Сомалия, Судан, Уганда и Южен Судан.